# Controverse autour du salut d'Elon Musk

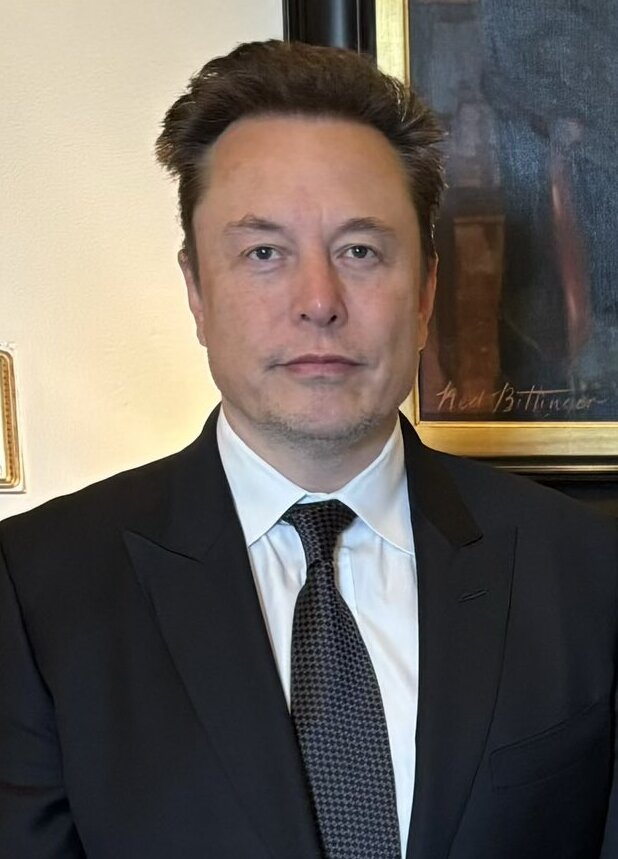
Elon Musk en 2024.

Le 20 janvier 2025, pendant le discours qu'il prononce au meeting qui suit la cérémonie d'investiture de Donald Trump en tant que 47e président des États-Unis, Elon Musk tape sur sa poitrine et effectue un geste ressemblant à un salut nazi, puis le répète derrière lui.
Ce geste provoque une vive réaction sur les réseaux sociaux et dans les médias, ainsi qu'au sein du monde politique.

## Inauguration, discours et gestes
Le 20 janvier 2025, la seconde investiture de Donald Trump sert à souligner sa victoire à l'élection présidentielle américaine de 2024. Plusieurs personnes sont invitées à célébrer, y compris Elon Musk.
Musk a joué un rôle important pendant la campagne présidentielle de Donald Trump en 2024 puisqu'il est le deuxième plus important donateur. Nouvellement arrivé au pouvoir, Trump le nomme co-directeur du département de l'Efficacité gouvernementale nouvellement créé,.
Après l'inauguration, Musk se rend à une célébration au Capital One Arena de Washington, D.C., où il remercie les gens présents d'avoir voté pour Trump.
Musk bondit ensuite sur la scène, lançant ses mains dans les airs, puis il danse.
Après, il pose sa main sur son coeur et étend son bras au-dessus de sa tête avec la paume pointée vers le bas, terminant par un bras tendu. Il se tourne ensuite dans la direction opposée et refait le même geste,.
Après le deuxième geste, il dit : « Je suis de tout cœur avec vous. C'est grâce à vous que l'avenir de la civilisation est assuré ».
L'expression « Je suis de tout cœur avec vous. » sert le plus souvent à exprimer « la tristesse ou la sympathie » (sorrow or sympathy) envers quelqu'un plutôt qu'exprimer des remerciements,,.

## Deux principales thèses

### Un salut nazi?
Ce geste est décrit sans « aucun doute » comme un salut nazi par les historiens respectivement du nazisme, du fascisme et du nazisme Claire Aubin, Ruth Ben-Ghiat et Johann Chapoutot, y compris chez des spécialistes de l'antiquité qui réfutent la connotation de la Rome impériale, ainsi que par des médias et d'autres personnalités telle que la démocrate Alexandria Ocasio-Cortez. Des personnalités néonazies dans le monde entier affirment se réjouir du geste d'Elon Musk, qu'elles interprètent comme intentionnel,. Plusieurs médias considèrent en effet ce geste comme un des nombreux dog whistles de la part d'Elon Musk envers les communautés de suprémacistes blancs, d'antisémites et complotistes,.

### Un geste involontaire?
L'historien du nazisme Richard Evans estime cependant que le geste n'est pas un salut nazi puisque « son regard suit sa main plutôt que de regarder droit devant ». Même chose pour l'historien Aaron Astor expliquant que le geste est lié à l'autisme de Musk. Certaines personnalités et l'organisation Anti-Defamation League évoquent une maladresse d'Elon Musk potentiellement liée à son autisme,. De son côté, l'entrepreneur s'explique sur "X", ironisant « l'attaque « tout le monde est Hitler » est tellement dépassée » et indiquant que ce geste symbolisait le don de son cœur à la foule.

## Réactions

### Aux États-Unis

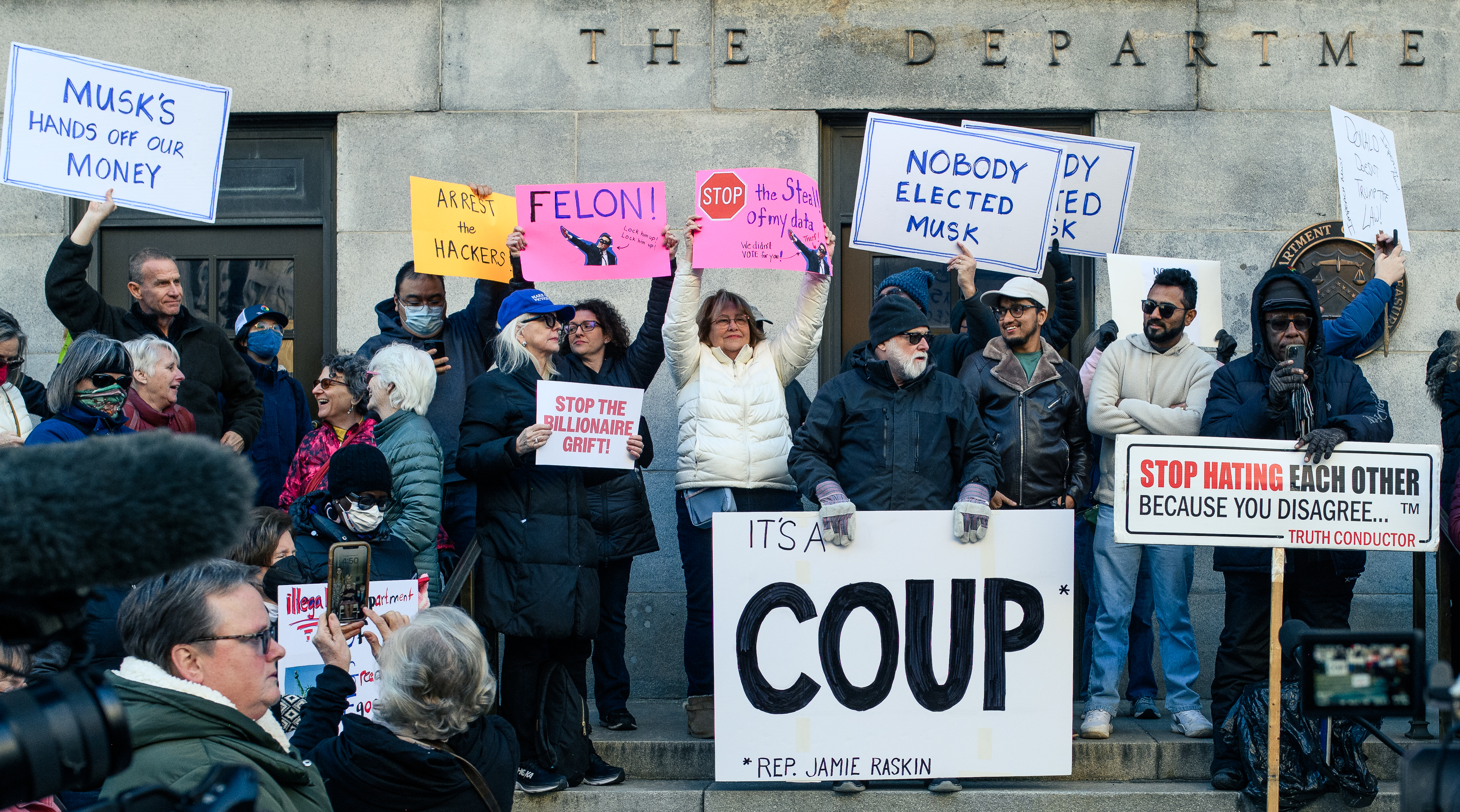
Une manifestation devant le département du Trésor des États-Unis ; au centre se tiennent deux femmes qui tiennent des pancartes montrant le geste de Musk, l'accusant d'être un félon et un voleur.

L'incident génère rapidement des réactions en ligne, des internautes comparant son geste au salut nazi,.
Pendant qu'il commente la célébration, Erin Burnett, présentatrice de CNN, déclare que le geste est « frappant » (striking).
Quelques commentateurs affirment que le geste de Musk est dû à un prétendu syndrome d'Asperger, qu'il s'est auto-diagnostiqué,.
Musk, toutefois, n'a jamais reçu de diagnostic d'autisme ou de syndrome d'Asperger.
Plusieurs personnes autistes et plusieurs thérapeutes consultés par le journaliste James McNaney du Belfast Telegraph s'objectent à la proposition qu'être atteint du trouble du spectre de l'autisme expliquerait le geste de Musk.
Dans un article paru dans The New York Times, la correspondante à Berlin Katrin Bennhold a écrit qu'« il ressemblait beaucoup au salut utilisé en Allemagne et dans l'Italie fasciste », mais qu'« un nombre impressionnant d'interprétations différentes ont commencé à circuler » ; elle a aussi fait un parallèle avec le salut de Bellamy.
Scott Jennings (en), un stratège politique américain et contributeur à CNN, condamne les critiques qui accusent Musk d'avoir fait le salut nazi. Il a déclaré que les critiques « souffraient d'une augmentation du syndrome de dérangement causé par Trump (en) ». Il a aussi indiqué que la controverse est une autre théorie du complot,.

Devant un magasin de voitures Tesla, un manifestant se moque d'Elon Musk faisant le salut nazi.

L'Anti-Defamation League (ADL) a pris la défense de Musk, écrivant sur X : « Il semble qu'Elon Musk ait fait un geste maladroit dans un moment d'enthousiasme, et non un salut nazi »,.
Néanmoins, un ancien directeur national de l'ADL, Abraham Foxman (en), a décrit le geste comme un « salut nazi à la façon du Heil Hitler »,.
Aaron Astor, un professeur d'histoire au Maryville College (en) dans le Tennessee, a soutenu sur X la position de l'ADL, déclarant que ce « n'est pas un salut nazi » (not a Nazi salute) mais un geste involontaire lié à l'autisme d'Elon Musk,,.
Southern Poverty Law Center, spécialisé dans le droit civil, a écrit que c'est « un salut nazi en apparence » (apparent Nazi salute) et a observé que cela « a déclenché un incendie de controverses »,.
Plusieurs chercheurs spécialisés sur les extrémismes ont conclu qu'il s'agit d'un salut nazi,.
À la suite du « salut nazi », le Lemkin Institute for Genocide Prevention (en) a émis une alerte rouge, ce qui signifie qu'il y aurait un risque élevé de génocide envers des groupes jugés néfastes par les autorités politiques américaines, notamment les personnes réfugiées et les personnes LGBT.
Jerrold Nadler , un congressman démocrate juif représentant Manhattan, a déclaré que le geste est antisémite.
Alexandria Ocasio-Cortez, une congresswoman démocrate, a condamné le geste de Musk et l'a accusé de soutenir le nazisme,.
La congresswoman républicaine Marjorie Taylor Greene a défendu Musk, accusant les médias traditionnels de mentir sur son compte et de faire de la « propagande au service du parti démocrate »,.
La représentante républicaine Elise Stefanik, choisir par Donald Trump pour servir comme ambassadrice américaine à l'ONU, a défendu Musk lors de son assermentation,,.
Dès le début d'un épisode du Saturday Night Live, émission de divertissement parodique, James Austin Johnson (en) et Michael Che ont parodié quelques moments de l'assermentation,,.

### À l'international
Benyamin Netanyahou, le premier ministre d'Israël, défend Musk sur X, a déclaré qu'il « est dénoncé à tort » et a affirmé qu'il est « un grand ami d'Israël »,,.
Après le discours de Musk, Andrea Stroppa, qui défend les intérêts de Musk en Italie,, a posté une image de Musk sur X avec la légende : « L'empire romain est de retour, en commençant par le salut romain. ». Il a supprimé cette image plus tard, en indiquant que Musk « est autiste » (is autistic) et qu'il ne faisait qu'exprimer ses sentiments sans vouloir se prétendre fasciste.
Une association de jeunesse communiste italienne, Cambiare Rotta, a pendu une poupée de Musk tête en bas dans le square Piazzale Loreto, là où le corps de Benito Mussolini a été pendu après avoir été exécuté par des partisans à la fin de la Seconde Guerre mondiale.
Le journaliste italien Roberto Saviano a attaqué Elon Musk dans un billet sur Facebook, déclarant : « La fin de tout cela sera violente. Sa chute sera égale à celle de ceux auxquels il se réfère historiquement par ce geste. Musk tombera des mains de ceux qu'il incite aujourd'hui à la violence qu'il pratique »,.
Le parti allemand Die Linke a demandé que Musk soit interdit de séjour en Allemagne, soulignant son salut, son soutien du parti d'extrême-droite AfD et ses tentatives régulières d'influencer la politique européenne.
Les Verts - L'Alternative verte, partie autrichien, a aussi publié une demande en ce sens.
L'homme politique vert Lukas Hammer (de) a interpelé les ministères de l'Intérieur et des Affaires étrangères pour qu'ils étudient la possibilités de refuser le passage de Musk sur le territoire autrichien.
Quand le chancelier allemand Olaf Scholz a été questionné à ce sujet, il a déclaré que l'Europe ne tolérerait pas des positions d'extrême-droite. Musk a réagi en se moquant de Scholz sur X,.
Le groupe d'activistes britanniques Led By Donkeys (en), opposé au Brexit, a projeté une image du salut de Musk sur Tesla Giga Berlin avec la phrase « Salut Tesla »,,,
et a repris ces mots dans une vidéo publiée sur YouTube sur les opinions politiques de Musk.
Plus tard, des autorités allemandes ont lancé une enquête sur l'image projetée, affirmant que le groupe serait en violation d'une loi allemande sur l'usage de symboles liés à des organisations illégales (en).
Yolanda Díaz, ministre du travail espagnol et longtemps membre du parti communiste d'Espagne, a annoncé quitter X en réplique au salut de Musk. Elle a aussi accusé le milliardaire d'avoir transformé X en un « mécanisme de propagande »,,.
Alexandre Loukachenko, président de la Biélorussie, a condamné Musk, déclarant : « Ils ne peuvent rien dire pour le justifier. Il s'agit d'un salut nazi ouvert, les Américains et M. Musk sont allés trop loin. » Lukachenko a aussi déclaré : « Pourquoi montez-vous sur scène et faites-vous le salut hitlérien devant des millions de personnes ? Faites-vous quelque chose de bien ? Avec les Américains, nous nous sommes battus contre cela. C'est de la folie. »,.
Le président argentin Javier Milei a défendu Musk lors de la réunion du forum économique mondial, en déclarant que « son cher ami » a été « injustement vilipendé par le « wokisme » ces dernières heures pour un geste innocent qui ne fait qu'exprimer sa gratitude envers le peuple »,,.

### Groupes juifs et survivants de l'Holocauste
Amy Spitalnick, la directeur du Jewish Council for Public Affairs (en), a argué que le geste de Musk constituait une permission donnée aux extrémistes d'agir selon leurs idéologies violentes parce qu'il est une figure largement médiatisée. Elle affirme que le salut n'est pas banal ou ambigu, mais fait partie d'un motif troublant dans les apparitions publiques de Musk. Par exemple, Musk a antérieurement soutenu un tweet sur X, en novembre 2023, clamant que des personnes juives font la promotion de « la haine contre les blancs » et soutiennent l'immigration pour « des hordes de minorités ». En conjonction avec son soutien pour le parti d'extrême-droite allemand AfD, Spitalnick questionne le rôle de Musk dans la normalisation des positions antisémites et extrémistes. Elle a argué que le comportement de Musk, en incluant le salut en public, devrait être vu comme une partie d'un effort plus vaste visant à normaliser le fascisme et ses symboles, ce qui rend plus vulnérables les communautés marginalisée.
Michel Friedman (en), homme politique allemand et ancien directeur adjoint du Conseil central des Juifs en Allemagne, a jugé disgracieux le geste de Musk et a affirmé qu'« un point dangereux [a été atteint] pour l'ensemble du monde libre »,.
Au Canada, le survivant de l'Holocauste David Moskovic a déclaré qu'il était alarmé par le salut de Musk.
Une coalition d'organisations juives aux États-Unis et au Canada a annoncé qu'elles quittaient X à la suite du salut.
Le même jour que son salut, le 20 janvier 2025, un peu avant le jour du souvenir international de l'Holocauste, Musk s'est adressé aux participants d'un rally de l'AfD par vidéo, où il a déclaré qu'« il y a trop d'attention porté aux culpabilités du passé », suggérant que les enfants ne devraient pas être tenus responsables des gestes de leurs ancêtres et a mis en garde contre la « dilution » (dilution) du peuple allemand à la suite du multiculturalisme. Selon The New York Times, les commentaires de Musk seraient « un effort apparent pour effacer la longue ombre des nazis qui a influencé des générations d'Allemands à mettre les partis politiques extrêmes à l'écart de la vie publique »,.

### Autres
Plusieurs personnalités néonazis et suprémacistes blancs ont exprimé leur soutien du geste de Musk. Christopher Pohlhaus, chef du groupe néonazi Blood Tribe (en), a posté un billet sur Telegram : « Je me fiche de savoir si c'était une erreur. Je vais m'amuser à pleurer sur ce sujet. ». Andrew Torba, fondateur du réseau social d'extrême-droite Gab a déclaré : « Des choses incroyables sont déjà en train de se produire lmao »,,.
Un chapitre des Proud Boys a posté un extrait de la vidéo montrant Musk sur son canal Telegram channel avec le texte : Hail Trump!.
Le mouvement suprémaciste blanc White Lives Matter a aussi réagi à la suite du salut sur Telegram avec le message : « Merci de nous avoir (parfois) entendus, Elon. La flamme blanche renaîtra ! »,.
Le néonazi australien Thomas sewell (en) a publié une vidéo montrant le salut de Musk, le décrivant comme « le moment du pouvoir Blanc de Donald Trump »,.
Nick Fuentes, fondateur du groupe nationaliste blanc Groypers, a décrit le geste comme « tendu comme « Sieg Heil », comme aimant l'énergie d'Hitler »,.
Dans les jours qui ont suivi l'incident, le rappeur Kanye West a publié une série de billets sur X qui contenaient des propos antisémites et pronazis,
dont une image montrant Musk avec le bras tendu et la légende : HEIL ELON.
West a déclaré que « Elon a volé mon bien nazi lors de l'inauguration »,.
Plusieurs utilisateurs de X, le réseau social acquis par Musk, ont critiqué le geste, disant qu'il ressemblait au salut nazi.
En réponse au salut de Musk, plusieurs communautés de Reddit ont mis en vigueur des règles interdisant des liens vers ou des captures d'écran de X,.

## Réactions de Musk
Elon Musk a répondu le 21 janvier 2025 aux allégations de salut nazi sur son compte "X", affirmant que : « Les médias traditionnels sont de la pure propagande », qu'« [ils] ont besoin de meilleurs trucs sales » et que « que "Tout le monde est Hitler" est tellement usé »,,,.
Après que son geste a été qualifié de « salut nazi » (Nazi salute) sur sa page Wikipédia, Musk a réitéré ses critiques envers le site, appelant à lui « retirer ses fonds » (defunding),,,.
Le 23 janvier, trois jours après l'incident, Musk a publié plusieurs jeux de mots en lien avec le nazisme sur "X" en réaction à la controverse, que l'Anti-Defamation League, qui a défendu Musk dans un premier temps, a qualifié d'« offensants » (offensive) et d'« inappropriés » (inappropriate).
Le journal américain The Hill a mentionné qu'il a utilisé les jeux de mots « pour railler ceux qui l'accusaient de faire un salut fasciste. »,
Le 29 janvier, Musk a dit qu'il considérait de poursuivre le gouverneur du Minnesota Tim Walz, qu'il l'a accusé d'avoir fait des saluts nazis,.
Pendant une discussion avec Joe Rogan dans un podcast publié le 28 février, Musk a réitéré : « Je ne suis pas un nazi », ajoutant « Ce qui est vraiment mauvais chez les nazis, ce n'est pas leur mode ou leurs manières, c'est la guerre et le génocide »,.

## Imitations
Calvin Robinson (en), commentateur politique britannique et prêtre de l'Anglican Catholic Church (en) (ACC), a prononcé un discours au National Pro-Life Summit (Sommet national pro-vie) à Washington, D.C., qu'il a conclu par « Je suis de tout cœur avec vous. » tout en faisant un geste décrit comme un « salut pro-nazi » dans un communiqué émis par l'ACC. Des observateurs ont avancé qu'il s'agissait d'une imitation du geste de Musk. L'ACC a annoncé avoir révoqué son statut de prêtre de son église,.
L'ensemble de son équipe éditoriale du site web sur les jeux vidéos, God is a Geek, a démissionné en signe de protestation.
Steve Bannon, soutien de l'extrême-droite à partir des années 2010 et ancien conseiller stratégique du Donald Trump en 2017, aurait fait un salut ressemblant à celui de Musk pendant une réunion CPAC en février 2025, ce qui lui a valu des applaudissements de l'audience. Toutefois, il n'a pas posé sa main sur son cœur, ni dit « Je suis de tout cœur avec vous. »,.

### Citations originales
1. ↑  (en) « My heart goes out to you. It is thanks to you that the future of civilization is assured »
2. ↑  (en) « it looked a lot like the salute used in Germany and fascist Italy »
3. ↑  (en) « a striking number of different interpretations began to circulate »
4. ↑  (en) « suffering from progression of Trump derangement syndrome »
5. ↑  (en) « It seems that Elon Musk made an awkward gesture in a moment of enthusiasm, not a Nazi salute »
6. ↑  (en) « Heil Hitler Nazi salute »
7. ↑  (en) « ignited a firestorm of controversy »
8. ↑  (en) « propaganda to serve the Democrat party »
9. ↑  (en) « is being falsely smeared »
10. ↑  (en) « a great friend of Israel »
11. ↑  (en) « Roman Empire is back, starting with the Roman salute »
12. ↑  (en) « The end of all this will be violent. His fall will be equal to that of those to whom it historically refers with this gesture. Musk will fall at the hands of those he now incites fueled by the same violence he practices »
13. ↑  (de) « Heil Tesla »
14. ↑  (en) « propaganda mechanism »
15. ↑  (en) « They cannot say anything to justify it. This is an open Nazi salute, the Americans and Mr. Musk have simply taken this too far. »
16. ↑  (en) « Why do you go on stage and do the Hitler salute in front of millions of people? Are you doing anyone good? We, together with the Americans, fought against it. It's just nuts. »
17. ↑  (en) « dear friend Musk »
18. ↑  (en) « unfairly vilified by 'wokeism' in recent hours for an innocent gesture that only means his gratitude to the people »
19. ↑  (en) « hatred against whites »
20. ↑  (en) « hordes of minorities »
21. ↑  (en) « dangerous point for the entire free world »
22. ↑  (en) « too much focus on past guilt »
23. ↑  (en) « an apparent effort to wipe away the long shadow of the Nazis that has influenced generations of Germans to quarantine extreme political parties from public life »
24. ↑  (en) « I don't care if this was a mistake. I'm going to enjoy the tears over it. »
25. ↑  (en) « Incredible things are happening already lmao »
26. ↑  (en) « Thanks for (sometimes) hearing us, Elon. The White Flame will rise again! »
27. ↑  (en) « Donald Trump White Power moment »
28. ↑  (en) « straight up like 'Sieg Heil', like loving Hitler energy »
29. ↑  (en) « Elon stole my Nazi swag at the inauguration »
30. ↑  (en) « The legacy media is pure propaganda »
31. ↑  (en) « they need better dirty tricks »
32. ↑  (en) « the 'everyone is Hitler' attack is sooo tired »
33. ↑  (en) « to taunt those who accused him of making a fascist salute »
34. ↑  (en) « I'm not a Nazi »
35. ↑  (en) « What is actually bad about Nazis — it wasn't their fashion or their mannerisms, it was the war and genocide »
36. ↑  (en) « My heart goes out to you »
37. ↑  (en) « pro-Nazi salute »
38. ↑  (en) « My heart goes out to you »